# Tocar el cielo
Tocar el cielo (bra: Tocar el cielo) é um filme de 2007 dirigido por Marcos Carnevale e estrelado por Facundo Arana, Betiana Blum e China Zorrilla. Foi feito em uma coprodução entre produtores argentinos e espanhóis. Conta duas histórias que acontecem entre Buenos Aires e Madrid.

## Sinopse
A história começa na véspera de ano-novo. Um grupo de amigos tem uma tradição que realizam todos os anos ao mesmo tempo na Argentina e na Espanha. À meia-noite em Buenos Aires e às cinco da manhã em Madrid, um deles manda um balão com uma folha de papel pendurada no cordão de baixo, no qual escreveram os votos de um ano novo.

## Elenco
- Facundo Arana como Santiago
- Betiana Blum como Gloria
- China Zorrilla como Imperio
- Chete Lera como Pedro
- Raúl Arévalo como Fidel
- Jose Casasús como Padre de Santiago
- Lidia Catalano como Teresa
- Montse Germán como Amparo[4]